# Castell de Bettange-sur-Mess
El castell de Bettange-sur-Mess (en luxemburguès: Bettener Schlas; en francès: Château de Bettange-sur-Mess), està situat al poble de Bettange-sur-Mess prop a Dippach al sud-oest del Gran Ducat de Luxemburg.

## Història
Construït el 1753 per René Louis de Geisen, el castell ha canviat amb el temps diverses vegades de propietaris. Des de 1996, ha estat un centre de readaptació professional per a les persones amb discapacitat mental a càrrec de l'Association des Parents d'Enfants Mentalement Handicapés.